# Бріггс (Оклахома)
Бріггс (англ. Briggs) — переписна місцевість (CDP) в США, в окрузі Черокі штату Оклахома. Населення — 1028 осіб (2020).

## Географія
Бріггс розташований за координатами 35°55′6″ пн. ш. 94°54′17″ зх. д. / 35.91833° пн. ш. 94.90472° зх. д. (35.918466, -94.904694).  За даними Бюро перепису населення США в 2010 році переписна місцевість мала площу 10,11 км², з яких 9,97 км² — суходіл та 0,14 км² — водойми.

## Демографія
Згідно з переписом 2010 року, у переписній місцевості мешкали 303 особи в 125 домогосподарствах у складі 76 родин. Густота населення становила 30 осіб/км².  Було 144 помешкання (14/км²).
Расовий склад населення:
| - 51,2 % — білих - 32,7 % — корінних американців - 0,3 % — чорних або афроамериканців - 0,3 % — азіатів - 4,6 % — осіб інших рас |

До двох чи більше рас належало 10,9 %. Частка іспаномовних становила 5,6 % від усіх жителів.
За віковим діапазоном населення розподілялося таким чином: 27,1 % — особи молодші 18 років, 57,7 % — особи у віці 18—64 років, 15,2 % — особи у віці 65 років та старші. Медіана віку мешканця становила 36,6 року. На 100 осіб жіночої статі у переписній місцевості припадало 111,9 чоловіків;  на 100 жінок у віці від 18 років та старших — 102,8 чоловіків також старших 18 років.
За межею бідності перебувало 50,2 % осіб, у тому числі 67,2 % дітей у віці до 18 років та 10,0 % осіб у віці 65 років та старших.
Цивільне працевлаштоване населення становило 93 особи. Основні галузі зайнятості: фінанси, страхування та нерухомість — 23,7 %, мистецтво, розваги та відпочинок — 23,7 %, роздрібна торгівля — 9,7 %, будівництво — 9,7 %.